# تشارلي ريتشاردسون
تشارلي ريتشاردسون (بالإنجليزية: Charlie Richardson)‏ هو لاعب كرة قدم أمريكية أمريكي، ولد في 12 سبتمبر 1906، وتوفي في 27 مارس 1977 في شيكاغو في الولايات المتحدة.